# Evelyn Keyes
Evelyn Louise Keyes (20 de noviembre de 1916 - 4 de julio de 2008) fue una actriz de cine estadounidense. Es conocida por interpretar a Suellen O'Hara en la película de 1939 Lo que el viento se llevó.

## Primeros años
Evelyn Keyes nació en Port Arthur, Texas, siendo hija de Omar Dow Keyes y Maude Ollive Keyes, un ministro metodista. Tras la muerte de Omar Keyes cuando ella tenía tres años, Keyes se trasladó con su madre a Atlanta, Georgia, donde vivieron con sus abuelos. En su adolescencia, Keyes tomó clases de baile y actuó en varios locales, entre ellos cabe mencionar el club de las Hijas Unidas de la Confederación.

## Carrera cinematográfica
Siendo una corista a los 18 años, Keyes llegó a Hollywood y fue presentada a Cecil B. DeMille quien, según sus propias palabras, «me firmó un contrato personal sin ni siquiera hacer una prueba». Tras un puñado de películas de serie B en Paramount Pictures, consiguió un papel menor en Lo que el viento se llevó (1939), siendo la hermana de Scarlett O'Hara, Suellen. (Posteriormente fue entrevistada para el documental de 1988 The Making of a Legend: Gone with the Wind.)
Columbia Pictures la contrató. En 1941, interpretó a una ingenua en Here Comes Mr. Jordan. Pasó la mayor parte de los primeros años de la década de 1940 interpretando papeles principales en muchos de los dramas y misterios de serie B de Columbia. Apareció como protagonista femenina junto con Larry Parks en el éxito de taquilla de Columbia The Jolson History (1946). Siguió con una agradable comedia menor, The Mating of Millie, junto con Glenn Ford. Luego, en 1949, interpretó a Kathy Flannigan en Mrs. Mike. El último papel de Keyes en una película importante fue un pequeño papel como la esposa de vacaciones de Tom Ewell en The Seven Year Itch (1955), que protagonizó Marilyn Monroe. Keyes se retiró oficialmente en 1956, pero siguió actuando.

## Vida personal
Estuvo casada con Barton Oliver Bainbridge Sr. desde 1938 hasta su muerte por suicidio en 1940. Posteriormente, se casó y se divorció del director Charles Vidor (1943-1945), del actor y director John Huston (23 de julio de 1946 - febrero de 1950), y el líder de banda Artie Shaw (1957-1985). Keyes dijo de sus muchas relaciones: "Siempre me enrolé con el hombre del momento y hubo muchos momentos así". Mientras estuvo casada con Huston la pareja adoptó a un niño mexicano, Pablo, al que Huston había descubierto durante el rodaje de El tesoro de Sierra Madre.
Su autobiografía Scarlett O'Hara's Younger Sister: My Lively Life In and Out of Hollywood fue publicada en 1977. Keyes expresó su opinión de que Mrs. Mike era su mejor película. También escribió sobre el coste personal que pagó al abortar justo antes de que Lo que el viento se llevó comenzara a rodarse, ya que la experiencia la dejó sin poder tener hijos. Entre los numerosos romances de Hollywood que relató en Scarlett O'Hara's Younger Sister estaban los que tuvo con el productor Michael Todd (que dejó a Evelyn por Elizabeth Taylor), Glenn Ford, Sterling Hayden, Dick Powell, Anthony Quinn, David Niven y Kirk Douglas. Tuvo que rechazar los avances de Harry Cohn durante su carrera en Columbia.
Keyes falleció el 4 de julio de 2008 a causa de un cáncer de útero en el Pepper Estates de Montecito, California. Fue incinerada y sus cenizas se repartieron entre sus familiares y la mitad restante se envió a la Universidad de Lamar en Port Arthur, Texas y el último de los restos incinerados fue enterrado con sus familiares en la parcela familiar del cementerio de la Iglesia Bautista de Waco, en Waco, Georgia, con una pequeña lápida con el epitafio Lo que el viento se llevó, donde sus cenizas fueron enterradas en octubre de 2008.

## Filmografía

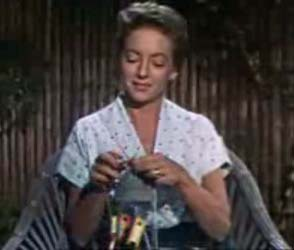
Evelyn Keyes en The Seven Year Itch (1955)

Excluyendo las apariciones como ella misma.

### Cine
| Año  | Título                            | Personaje                  | Observaciones |
| ---- | --------------------------------- | -------------------------- | ------------- |
| 1938 | The Buccaneer                     | Madeleine                  |               |
| 1938 | Sons of the Legion                | Linda Lee                  |               |
| 1939 | Sudden Money                      | Mary Patterson             |               |
| 1939 | Union Pacific                     | Mrs. Calvin                |               |
| 1939 | Lo que el viento se llevó         | Suellen O'Hara             |               |
| 1939 | Slightly Honorable                | Miss Vlissigen             |               |
| 1940 | The Lady in Question              | Francois Morestan          |               |
| 1940 | Before I Hang                     | Martha Garth               |               |
| 1940 | Beyond the Sacramento             | Lynn Perry                 |               |
| 1941 | The Face Behind the Mask          | Helen Williams             |               |
| 1941 | Here Comes Mr. Jordan             | Bette Logan                |               |
| 1941 | Ladies in Retirement              | Lucy                       |               |
| 1942 | The Adventures of Martin Eden     | Ruth Morley                |               |
| 1942 | Flight Lieutenant                 | Susie Thompson             |               |
| 1943 | The Desperadoes                   | Allison McLeod             |               |
| 1943 | Dangerous Blondes                 | Jane Craig                 |               |
| 1943 | There's Something About a Soldier | Carol Harkness             |               |
| 1944 | Nine Girls                        | Mary O'Ryan                |               |
| 1944 | Strange Affair                    | Jacqueline 'Jack' Harrison |               |
| 1945 | A Thousand and One Nights         | Babs                       |               |
| 1946 | Renegades                         | Hannah Brockway            |               |
| 1946 | The Thrill of Brazil              | Vicki Dean                 |               |
| 1946 | The Jolson Story                  | Julie Benson               |               |
| 1947 | Johnny O'Clock                    | Nancy Hobson               |               |
| 1948 | The Mating of Millie              | Millie McGonigle           |               |
| 1948 | Enchantment                       | Grizel Dane                |               |
| 1949 | Mr. Soft Touch                    | Jenny Jones                |               |
| 1949 | Mrs. Mike                         | Kathy O'Fallon Flannigan   |               |
| 1950 | The Killer That Stalked New York  | Sheila Bennet              |               |
| 1951 | Smuggler's Island                 | Vivian Craig               |               |
| 1951 | The Prowler                       | Susan Gilvray              |               |
| 1951 | Iron Man                          | Rose Warren Mason          |               |
| 1952 | One Big Affair                    | Jean Harper                |               |
| 1952 | It Happened in Paris              | Patricia Moran             |               |
| 1953 | Rough Shoot                       | Cecily Paine               |               |
| 1953 | 99 River Street                   | Linda James                |               |
| 1954 | Hell's Half Acre                  | Donna Williams             |               |
| 1955 | Top of the World                  | Virgie Rayne               |               |
| 1955 | The Seven Year Itch               | Helen Sherman              |               |
| 1956 | Around the World in 80 Days       | Aparición en escena        |               |
| 1987 | A Return to Salem's Lot           | Mrs. Axel                  |               |

### Televisión
| Año              | Título                   | Personaje                         | Observaciones                                                         |
| ---------------- | ------------------------ | --------------------------------- | --------------------------------------------------------------------- |
| 1951             | Lux Video Theatre        | Jane                              | Episodio: "Wild Geese"                                                |
| 1955             | Climax!                  | Drusilla Cayley                   | Episodio: "Wild Stallion"                                             |
| 1968             | Playhouse                | Mrs. Panzack                      | Episodio: "A Matter of Diamonds"                                      |
| 1968             | The Ugliest Girl in Town | Mrs. Blair                        | Episodio: "Visitors from a Strange Planet"                            |
| 1971             | From a Bird's Eye View   | Mrs. Beal                         | Episodio: "The Matchmakers"                                           |
| 1983             | The Love Boat            | Mrs. Parker                       | Episodio: "Bricker's Boy/Lotions of Love/The Hustlers"                |
| 1985, 1987, 1993 | Murder, She Wrote        | Edna, Sister Emily, Wanda Polaski | Episodios: "Sticks & Stones", "Old Habits Die Hard", "Dead to Rights" |
| 1986             | Amazing Stories          | Evelyn Chumsky                    | Episodio: "Boo!"                                                      |